# Zaratus
Zaratus is een geslacht van wantsen uit de familie van de Miridae (Blindwantsen). Het geslacht werd voor het eerst wetenschappelijk beschreven door William Lucas Distant in 1909.

## Soorten
Het genus bevat de volgende soorten:

- Zaratus hidekun Yasunaga, 2012
- Zaratus repandus Distant, 1909